# Cēsis distrikt
Cēsis distrikt (lettiska: Cēsu rajons) var till 2009 ett administrativt distrikt i Lettland, beläget i den mellersta delen av landet, ca 90 kilometer från huvudstaden Riga. Distriktet angränsar med distrikten Valmiera i norr, Gulbene i väster, Limbaži  i öster och Ogre i söder.
Den största staden är Cēsis med 18 065 invånare.